# Лисец (Тетово)
Лисец (мкд. Лисец) је насеље у Северној Македонији, у северозападном делу државе. Лисец припада општини Тетово.
Изнад Лисца се налази Попова Шапка, најпознатије зимско туристичко и скијашко одредиште на македонском делу Шар-планине.

## Географија
Насеље Лисец је смештено у северозападном делу Северне Македоније. Од најближег већег града, Тетова, насеље је удаљено 10 km западно.
Лисец се налази у доњем делу историјске области Полог. Насеље је положено високо, на висовима изнад Полошког поља. Источно од насеља пружа се тло стрмо спушта у поље, а западно се издиже главно било Шар-планине. Надморска висина насеља је приближно 1.250 метара.
Клима у насељу је планинска због знатне надморске висине.

## Становништво
Лисец је према последњем попису из 2002. године имао 692 становника.
Претежно становништво у насељу су Албанци (100%).
Већинска вероисповест је ислам.